# Калаусский
Кала́усский — посёлок в Ипатовском районе (городском округе) Ставропольского края России.

## География
Расстояние до краевого центра: 135 км. Расстояние до районного центра: 33 км.

## История
В соответствии с Указом Президиума Верховного Совета РСФСР от 21 сентября 1964 года посёлок Вторая ферма племзавода «Советское руно» переименован в посёлок Калаусский.
В советское время в посёлке были открыты клуб, баня, фельдшерско-акушерский пункт. В 1968 году от посёлка Советское Руно, где размещалась центральная усадьба одноимённого колхоза, к Калаусскому была проложена автомобильная дорога с гравийным покрытием.
До 1 мая 2017 года посёлок находился в составе сельского поселения Советскорунный сельсовет.

## Население
| 1989 | 2002 | 2010 | 2014 | 2021 | 2023 |
| ---- | ---- | ---- | ---- | ---- | ---- |
| 70   | ↗135 | ↘16  | ↗40  | ↘10  | →10  |

По данным переписи 2002 года, 78 % населения — русские.